# Pierre de Lancre

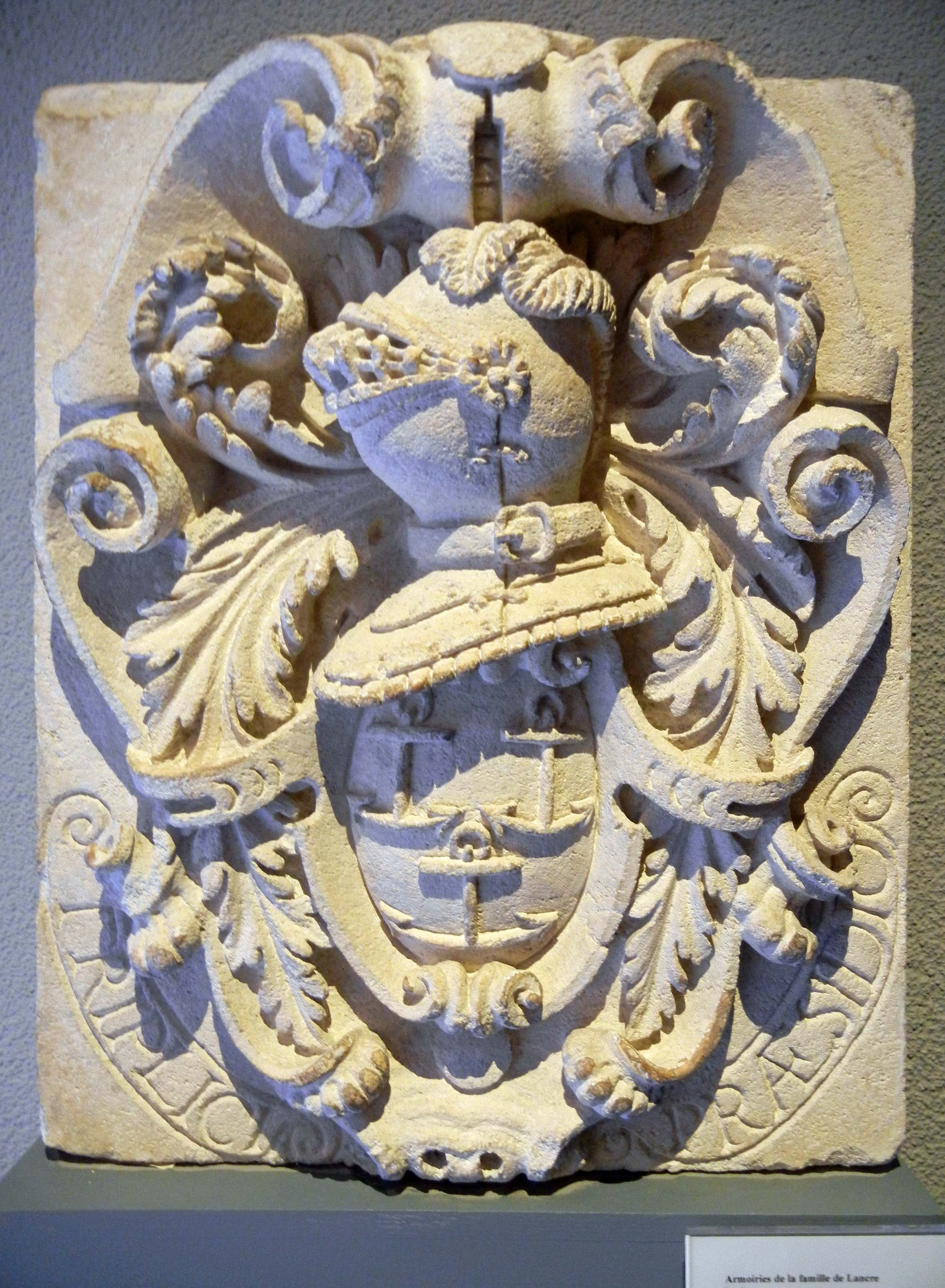
herb rodziny de Lancre, XVII wiek

Pierre de Lancre (właśc. Pierre de Rosteguy Sieur de Lancre; ur. 1553, zm. 1631) – francuski prawnik, łowca czarownic, autor dzieł z zakresu demonologii i czarnoksięstwa.

## Życiorys
Urodził się w 1553 w Bordeaux. Jego ojciec był plantatorem winorośli. Studiował prawo na uniwersytecie w Turynie i w Pradze. W 1579 roku uzyskał tytuł doktora praw, a w sierpniu 1583 roku został sędzią parlamentu w Bordeaux. W roku 1616 przeszedł w stan spoczynku. Zmarł w 1631 roku.
Jego żoną od 1588 była Jehanne de Mons, stryjeczna wnuczka francuskiego pisarza i filozofa Montaigne'a, który niejednokrotnie wypowiadał się przeciwko prześladowaniu czarownic.

## Procesy o czary
Jako sędzia prowadził wiele procesów o czary, m.in. w Pays de Labourd (południowo-wschodnia część prowincji Guyenne). Skazał na śmierć około sześciuset osób.
Dochodzenie w baskijskim Labourd rozpoczął w 1609 roku na zlecenie króla Henryka IV. Jest ono określane mianem "największego w dziejach Francji polowania na czarownice".
De Lancre wierzył, że czarownice gromadzą się na sabatach (w 1612 r. wspominał o zlocie stu tysięcy kobiet oddanych Szatanowi). Współcześni historycy stanowczo odrzucili podobne przypuszczenia.

## Dzieła
- Tableau de l'inconstance des mauvais anges et démons (Obraz niestałości aniołów zła i demonów[9]) (1612)
- Le livre des princes (1617)
- L'incredulité et mescréance du sortilège plainement convaincue (Niedowiarstwo i nieufność w czary w pełni przekonane[9]) (1622)
- Du Sortilège (1627)

## Ciekawostki
Stanisław Przybyszewski uczynił De Lancre'a bohaterem powieści Il Regno Doloroso (1924). Pisał o nim: "(...) Michelet uważa [go] za lekkomyślnego clowna nieomal, łatwowiernego, zbrodniczego błazna, okultyści zaś za jedynego daemonologa, który w niejedno był wtajemniczony (...)".